# 明义镇
明义镇，是中华人民共和国河北省保定市涞水县下辖的一个乡镇级行政单位。原明义乡于2017年初撤乡设镇。

## 行政区划
明义镇下辖以下地区：
东明义村、司徒村、东官庄村、董家庄村、张家洼村、南封村、北封村、曹家庄村、南秋兰村、杨家庄村、冀家沟村、三沟子村、樊家台村、台头村、西明义村、西官庄村、南北庄村和丁家洼村。